# Alba Gràcia i Pañella
Alba Gràcia i Pañella (Sitges, 1989) és una historiadora i gestora cultural catalana. És fundadora i coordinadora del Centre d'Interpretació de la Malvasia a l'Hospital Sant Joan Baptista de Sitges. Gràcia i Pañella ha treballat per a la recuperació i difusió de la Malvasia de Sitges.
És llicenciada en Història per la Universitat de Barcelona, té un màster en Estudis Xinesos per la Universitat Pompeu Fabra i un postgrau en Gestió d'esdeveniments culturals per la UOC.
L'any 2023 va ser una de les integrants de l'equip d'investigació del programa de TV3 Una altra història, conduït per Albert Om, que resseguia la història de Catalunya a partir d'objectes personals de diferents persones. D'altra banda, l'any 2019 va ser la coordinadora del Centenari de la Ciutat Jardí del Terramar (1919-2019).
Ha destacat també per la seva activitat cultural a Sitges, sent activa participant de la cultura popular del municipi, així com per l'estudi històric i sociològic d'aquesta. Destaquen especialment les seves investigacions sobre la participació de la figura de la dona dins dels balls populars, així com l'anàlisi de tots els versos de les diferents colles de Diables de Sitges i del Drac. Amb aquests últims ha pogut resseguir històricament l'opinió popular amb els esdeveniments que s'han succeït al llarg de dècades al municipi.
La seva vocació com a historiadora i coneixedora de Sitges l'ha portada a fer el Pregó de la Festa Major de Sitges 2024, així com a ser membre del Consell del Patrimoni Festiu de la mateixa.
La família de Gràcia i Pañella regenten la històrica sabateria Pañella a la Plaça de l'Ajuntament de Sitges.
Recull principal d'investigacions i publicacions
- Notes sobre el castell de focs de Sitges (2009), Quadern n.57 del Grup d'Estudis Sitgetans. El 2007 aquest estudi va rebre el Premi Josep Carbonell i Gener.[9]

- I tu, dona, vols ser Llucifer? (2011)

- No t’espantis Llucifer. Sàtira i història local a través dels versos del Ball de Diables i del Drac de Sitges. 40 anys de versos impresos 1979-2019 (2019). Treball que va ser premiat amb el Premi de Folklore Jofre Vilà.[10]